# Joseph-Louis Duc
 (novembre 2023).
Pour les articles homonymes, voir Duc (homonymie).

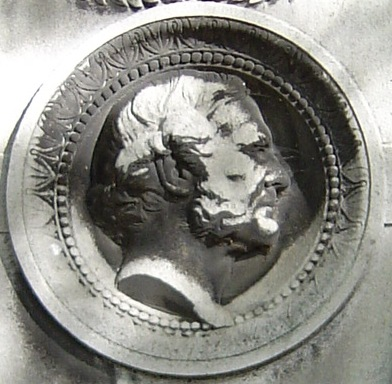
Henri Chapu, Joseph-Louis Duc, médaillon sur sa tombe au cimetière de Montmartre

Joseph-Louis Duc est un architecte français né à Paris, le 25 octobre 1802 et mort dans la même ville le 22 janvier 1879.
On lui doit notamment la construction de la colonne de Juillet et la restauration du palais de justice de Paris. En 1867 il a été élu à l’Académie des beaux-arts dans la troisième section – Architecture - au fauteuil 7, après le décès d’Alphonse de Gisors.
À Paris, dans le 18e arrondissement, la rue Duc lui rend hommage.

## Biographie
Élève de l’École des beaux-arts de Paris, il a remporté le Premier prix de Rome en 1825 pour un projet d'hôtel de ville pour Paris. Pensionnaire de la Villa Médicis à Rome où il retrouve Félix Duban, Henri Labrouste et Léon Vaudoyer, il relève avec eux les vestiges de l'Italie étrusque, romaine et médiévale, et de la Sicile grecque et normande. Il se fait remarquer pour un envoi sur l'étude et la restitution du Colisée en 1829.

## Œuvres

### Colonne de Juillet
En juillet 1830, les Trois Glorieuses renversent le roi Charles X, qui est remplacé sur le trône par Louis-Philippe Ier, de la maison d'Orléans, qui devient « roi des Français » le 9 août 1830.
En 1833, celui-ci décide de construire un monument en mémoire de cette révolution. Il en confie l'étude à Jean-Antoine Alavoine (1777-1834). Il prévoit l'érection d'une colonne sur un piédestal circulaire en marbre blanc, portant les noms des 504 morts, victimes des combats. À son retour de Rome, Joseph-Louis Duc est ainsi nommé inspecteur des travaux de ce qui deviendra la colonne de Juillet.
À la mort d'Alavoine, Joseph-Louis Duc est nommé architecte de ce monument. Il reprend et modifie le projet initial : piédestal à compartiments de marbres de couleurs avec médaillons de bronze, colonne à bracelets. Au sommet a été placée la sculpture en bronze doré d'Auguste Dumont : le Génie de la Liberté.
La colonne est inaugurée le 28 avril 1840. Cette cérémonie est précédée du transfert des corps des victimes au cours d'une procession pour laquelle Hector Berlioz est chargé d’écrire la musique, la Grande symphonie funèbre et triomphale, exécutée en plein air sur les boulevards de Paris sous la direction de Berlioz lui-même, qui se termine à la place de la Bastille. Louis Duc a réalisé la décoration pour cette fête où il illustre la théorie des quatre amis de la villa Médicis suivant laquelle le décor de fête est l'origine du décor de l'architecture antique.
En 1848, il est chargé avec Labrouste d'organiser la pompe funèbre des victimes de la révolution de 1848.

### Palais de justice de Paris
Entre le 24 février 1837 et le 3 août 1840, un nouveau projet de Palais de justice est présenté par l'architecte Jean-Nicolas Huyot. Il est adopté par le Conseil général du département de la Seine le 11 mars et par le Conseil des bâtiments civils le 12 juin, à l'exception de quelques détails. Le projet modifié à la demande du Conseil des bâtiments civils est approuvé le 13 octobre. Le projet définitif de Huyot est approuvé par le Conseil général le 28 octobre. Aux projets de temples de la justice néoclassiques qui avaient été construits ou se construisaient, Huyot avait choisi un style néo-Renaissance. Duc est nommé inspecteur du chantier.
Le 3 août 1840, Huyot meurt. Le 15 août suivant, Joseph-Louis Duc et Étienne-Théodore Dommey sont nommés architectes du Palais de justice.
En 1844, Dommey et Duc signent le projet du bâtiment le long du boulevard du Palais, destiné aux juges d'instruction, au Parquet du Procureur de la République et aux archives de l'État civil. Ils s'inspirent du projet de Huyot. 
Félix Duban, architecte de la Sainte-Chapelle, critique le projet qui ne respecte pas le caractère religieux du bâtiment. Il accepte la proposition des architectes de doubler le bâtiment boulevard du Palais et de fixer à 30 m la largeur qui sépare la Sainte-Chapelle du nouveau bâtiment de la Police correctionnelle en retour sur la nouvelle rue au sud. 
Dommey et Duc représentent le 20 avril 1844 le projet modifié en tenant compte des propositions de Duban. Les plans sont approuvés le 20 avril 1845.
Dommey et Duc présentent en 1852 un projet pour la nouvelle façade donnant accès à la cour d'assises.
Louis Duc est nommé architecte de la Cour de cassation en 1862 après le décès de Louis Lenormand.
L'architecte Honoré Daumet devient l'adjoint de Duc pour la construction de la façade occidentale du Palais de justice donnant sur la place Dauphine en 1867.
Dans la nuit du 24 mai 1871, pendant la Commune de Paris, commence l'incendie du Palais de justice. Une grande partie du palais terminée deux ans auparavant est détruite: le tribunal de première instance, la police correctionnelle, les bureaux de l’État civil, les archives, le parquet général, le parquet du Procureur de la République, les cabinets des juges d’instruction, les deux salles des cours d’assises achevées, une grande partie de la Cour de cassation, la cour d’appel, la salle des pas-perdus et la grand-chambre.
Le travail est repris par les architectes et en 1875 le vestibule de Harlay et de l'escalier donnant sur la place Dauphine sont terminés.

## Autres réalisations
En 1862, il construit la grande chapelle du petit collège Louis-le-Grand, aujourd'hui lycée Michelet, à Vanves.
En 1868, toujours à Vanves, il réalise le gymnase et la salle de spectacle du lycée du Prince Impérial, aujourd'hui lycée Michelet.
En 1877, il commence la construction du château Boulart dans un style néo-renaissance, à Biarritz.

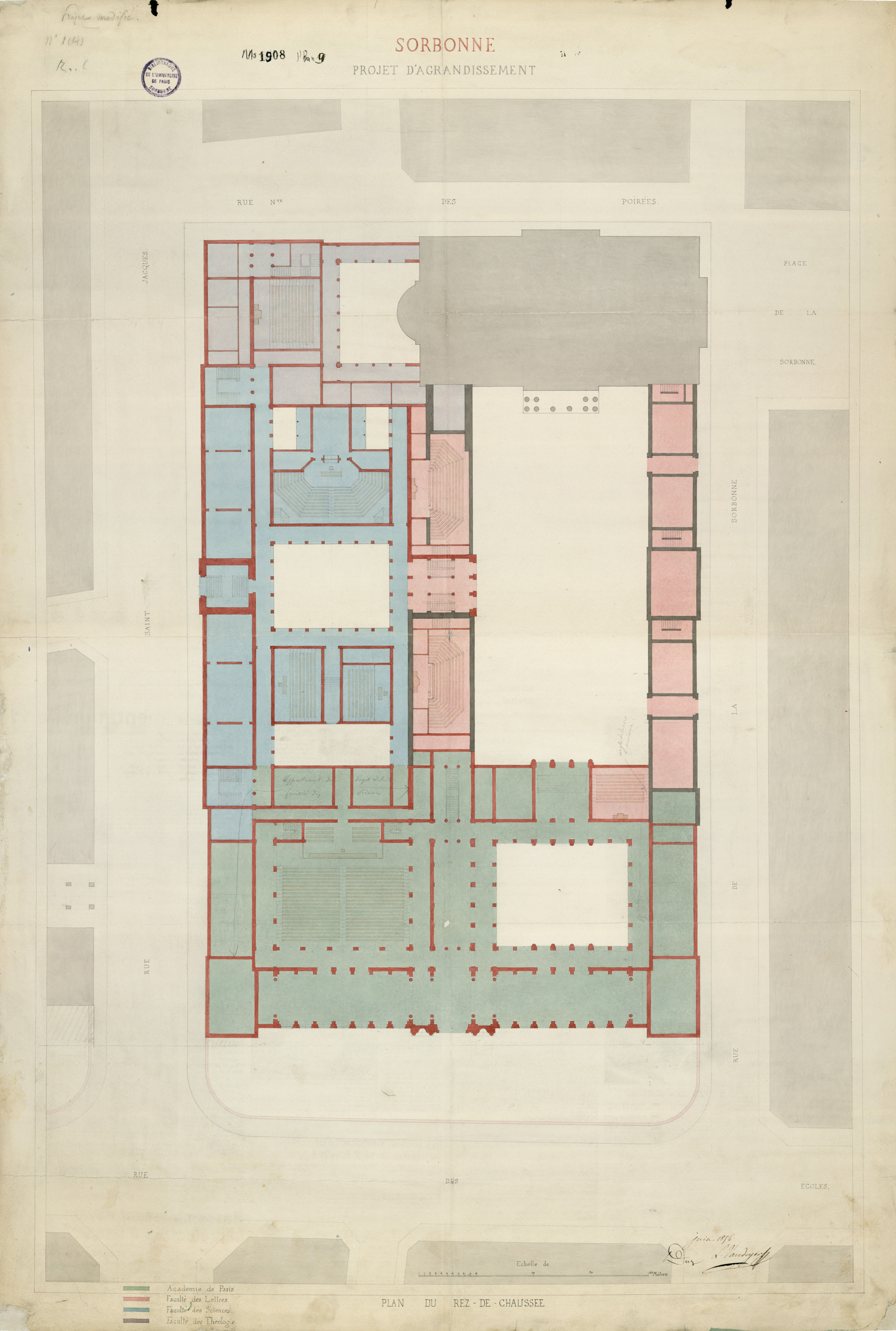
Projet de reconstruction de la Sorbonne par les architectes Léon Vaudoyer et Louis-Joseph Duc. Plan du rez-de-chaussée dans le projet modifié (Bibliothèque interuniversitaire de la Sorbonne, NuBIS).

## Publications
- Joseph-Louis Duc et Étienne-Théodore Dommey, « Rapport adressé à M. le Préfet de la Seine sur les antiquités romaines trouvées au Palais de justice dans le courant des mois de juin et juillet 1845 », Mémoires de la Société royale des antiquaires de France, t. 18,‎ 1846, p. 331-340 (lire en ligne)
- Joseph-Louis Duc et Étienne-Théodore Dommey, Rapport sur l'isolement de la Sainte-Chapelle, Paris, Vinchon imprimeur, 1849 (lire en ligne)

### Iconographie
- Buste de Joseph Louis Duc (1802-1879), architecte, exécuté par Charles Joseph Lenoir (1844-1899) pour le musée de Versailles
- Stanislas Lami, dictionnaire des sculpteurs de l'École française au XIXe siècle, t.III, p. 314.